# Đèo Khau Cọ
Đèo Khau Cọ là đèo trên quốc lộ 279 ở ranh giới huyện Than Uyên tỉnh Lai Châu và huyện Văn Bàn tỉnh Lào Cai, Việt Nam .
Đèo Khau Cọ ở vị trí giữa bản Nậm Bai xã Mường Than huyện Than Uyên tỉnh Lai Châu và bản Nậm Si Tan xã Nậm Xé huyện Văn Bàn tỉnh Lào Cai . Tại chính vùng đèo thì không có dân cư.
Đoạn quốc lộ 279 ở vùng này nối thị trấn Khánh Yên 22°05′16″B 104°15′22″Đ / 22,087689°B 104,256195°Đ huyện Văn Bàn tới điểm nối với quốc lộ 32 là ngã ba Tre Bó 22°00′57″B 103°54′52″Đ / 22,015752°B 103,914409°Đ xã Mường Than huyện Than Uyên.